# Klaus Paier

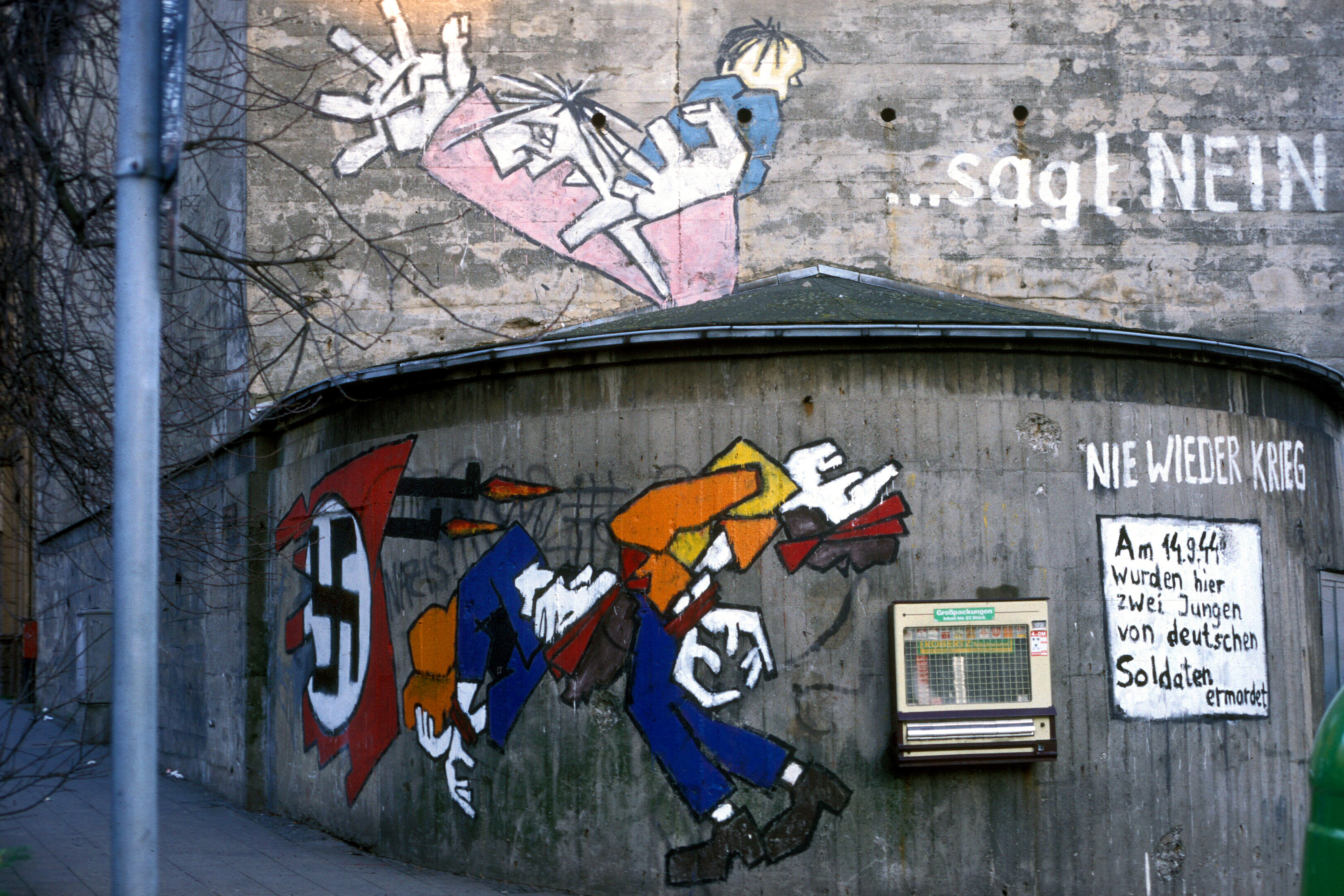
Nie wieder Krieg, Aix-la-Chapelle

Klaus Paier (né le 8 septembre 1945 à Essen, mort le 9 juillet 2009 à Cologne) est un artiste du graffiti allemand.

## Biographie
Il suit un apprentissage de serrurier puis obtient l'abitur. En 1976, il étudie la physique à l'Université technique de Rhénanie-Westphalie à Aix-la-Chapelle et est diplômé. Il connaît les risques et les dangers de l'énergie nucléaire, et s'en sert pour ses graffitis qu'il fait la nuit dans la ville dès 1978.
Klaus Paier et son ami Josef Stöhr, qui l'accompagne souvent, n'utilisent pas beaucoup de spray. L'artiste crée une esquisse de la taille d'une feuille A4. La première nuit, il dessine le contour du texte et de l'image dans une dimension beaucoup plus grande, puis dans une seconde, il pose les couleurs. Paier choisit auparavant des lieux et des thèmes pour susciter la réflexion. Au début, il travaille de façon anonyme. Beaucoup de ses peintures murale ont disparu à cause de démolitions, recouvrements ou dégradations.
Wolfgang Becker (de), directeur du Ludwig Forum für Internationale Kunst, remarque en 1984 certaines photos de Paier, le comparant à Harald Naegeli, acquiert et expose une centaine de ses œuvres.
En 1983, une peinture évoquant l'exécution de Karl Schwartz et Johann Herren, deux adolescents, en septembre 1944 par la 116e Panzerdivision, est détruite, apparemment vandalisée. Le conseil municipal d'Aix-la-Chapelle décide de conserver les peintures murales existantes.
Il s'installe à Cologne. Il crée une série sur l'Afrique du Sud et l'Apartheid. La disparition de ses peintures aux motifs politiques le long de l'Elsaßstraße à l'initiative d'un groupuscule anti-graffiti suscite la polémique. Par ailleurs, Paier crée un potager biologique dans le quartier de Thurner Hof, un projet que soutient la mairie de Cologne.
Klaus Paier meurt en juillet 2009 à Cologne d'une leucémie après un séjour prolongé à l'hôpital.
L'ancien maire d'Aix-la-Chapelle Kurt Malangré souhaite conserver le graffiti Couple d'amoureux. Cette demande n'est encore pas étudiée,.